# Pelecorhynchus
Pelecorhynchus là một chi ruồi trong họ Pelecorhynchidae. Con trưởng thành chủ yếu ăn mật hoa của hoa Leptospermum. Ấu trùng được sưu tập ở rìa đầm lầy nơi chúng ăn giun đất.
Chúng phân bố nhiều nhất ở Úc.

## Các loài
- P. albolineatus Hardy, 1918
- P. claripennis Ricardo, 1910
- P. deuqueti Hardy, 1920
- P. distinctus Taylor, 1918
- P. eristaloides (Walker, 1848)
- P. fascipennis Mackerras & Fuller, 1942
- P. fergusoni Hardy, 1939
- P. flavipennis Ferguson, 1921
- P. fulvus Ricardo, 1910
- P. fusconiger Walker, 1848
- P. igniculus Hardy, 1918
- P. interruptus Mackerras & Fuller, 1942
- P. kippsi Mackerras & Fuller, 1942
- P. lineatus Mackerras & Fuller, 1942
- P. lunulatus Mackerras & Mackerras, 1953
- P. mackerrasi Daniels, 1977
- P. mirabilis Taylor, 1917
- P. montanus Hardy, 1916
- P. nebulosus Mackerras & Fuller, 1942
- P. nero Mackerras & Fuller, 1942
- P. niger Mackerras & Fuller, 1942
- P. nigripennis Ricardo, 1910
- P. occidens Hardy, 1933
- P. olivei Hardy, 1933
- P. personatus (Walker, 1848)
- P. rubidus Mackerras & Fuller, 1942
- P. simplex Mackerras & Fuller, 1942
- P. simplissimus Mackerras & Fuller, 1942
- P. taeniatus Mackerras & Fuller, 1942
- P. tigris Daniels, 1977
- P. tillyardi Taylor, 1918

Danh sách này không đầy đủ, bạn cũng có thể giúp mở rộng danh sách.